# Leader Vocal
Leader Vocal est un groupe de hip-hop chrétien évangélique français, originaire de Clermont-Ferrand, dans le Puy-de-Dôme. Ses membres sont François et David Furtade.

## Biographie
François et David Furtade, deux frères originaires des îles du Cap-Vert, forment le groupe Leader Vocal en 1991 à Clermont-Ferrand, France,,,,. Après deux ans d’existence, en 1993, les deux membres fondateurs se convertissent, et le groupe change de cap pour afficher ses valeurs chrétiennes dans le paysage du rap français. À cette époque, le groupe se consacre à la scène en France et à l’étranger accompagné d’une formation acoustique. Dès 1996, le groupe se resserre autour du duo fondateur et sort un premier album, intitulé La prison mentale. En 1998, Leader Vocal collabore avec le label et distributeur de musique chrétienne « Séphora, la musique de la vie » pour la production de leur deuxième album « Hosanna ». Ils sortiront ensemble en 2004 l’album L’odeur du sang et L’odeur du sang - Face B en 2007.
Après de nombreuses années d’absence, le groupe revient en 2014 avec un EP sept titres intitulé Worship, qui annonce la sortie imminente d'un nouvel album, courant 2015. Le groupe Leader Vocal est engagé dans la lutte contre les persécutions des chrétiens à travers le monde.
C'est à partir du 16 avril 2014 que le groupe fait part de son combat en faveur des chrétiens persécutés, à travers trois clips vidéos, Toujours debout, La voix des martyrs et Liberté d’expression,,,.
En octobre 2015, le groupe Leader Vocal réalise le clip Mon identité pour le film Patries de Cheyenne Carron. En mars 2016, le groupe sort son nouvel album intitulé « Ils préféreraient nous voir morts » qui dénonce la persécution des chrétiens,.

## Discographie

### Albums studio
En 2016, le groupe avait sorti 5 albums:
- 1996 : La prison mentale
- 1998 : Hosanna
- 2004 : L'odeur du sang
- 2007 : L'odeur du sang (Face B)
- 2016 : Ils préféreraient nous voir morts

### Maxi
- 1999 : La rage au ventre

### EP
- 2014 : Worship

### Singles
- 2013 : La diva aux pieds nus (hommage à Cesária Évora, célèbre chanteuse capverdienne)
- 2014 : Une bouteille à la mer
- 2014 : B.O.X.E
- 2014 : Lire la Bible renouvelle l'intelligence
- 2014 : Toujours debout
- 2014 : La voix des Martyrs
- 2014 : Champion du monde
- 2014 : Pure (feat. N.B.S (Natural Born Spitters))
- 2014 : Batuku
- 2014 : Liberté d'expression
- 2015 : Blandine
- 2015 : Mon identité (Réalisé pour le film Patries de Cheyenne Carron)

## Web-documentaires
- 2014 : La face cachée des Maldives[18]
- 2014 : Meriam Yahia Ibrahim Ishag[19],[20]
- 2014 : Irak - Mourir dans nos maisons vaut mieux que mourir sur les routes[21]
- 2014 : La Corée du Nord - La Maison du Diable[22]
- 2014 : Asia Bibi[23],[24]
- 2014 : Werner Groenewald[25]